# Балдаков, Бадма Мелентьевич
Бадма Мелентьевич Балдаков (16 сентября 1918, село Курумкан, Бурят-Монголия — 18 июня 1974, Улан-Удэ) — бурятский советский оперный певец-бас, народный артист РСФСР (1959).

## Биография
Родился 16 сентября 1918 года в селе Курумкан (сейчас Курумканский район Бурятии) в семье  Мелентия Николаевича и Сыбжид Дулбаевны Балдаковых.
Поступил в сельхозтехникум, но не окончил его и перешёл в музыкальное училище.
В 1935—1938 годах учился на вокальном отделении Музыкально-театрального училища им. П. И. Чайковского в Улан-Удэ (педагоги: Н. Н. Шатров и Н. В. Владимирский). После окончания училища был принят в труппу национального драматического театра, преобразованного в 1939 году в музыкально-драматический. В 1940 году был участником 1-й Декады бурят-монгольского искусства в Москве. В годы Великой Отечественной войны участвовал во фронтовых концертных бригадах.
В 1946—1948 годах учился пению в Московской консерватории у Н. И. Сперанского. С 1948 года работал солистом Бурятского театра оперы и балета.
С 1964 года выступал в Бурятской филармонии.
Исполнил свыше 30 партий. Выступал как концертный певец, автор вокальных произведений, сочинил более 30 песен, из которых самой знаменитой стала песня «К любимой» (1957).
Скончался 18 июня 1974 года в Улан-Удэ.

## Награды и премии
- Орден «Знак Почёта» (31.10.1940)[1] — за выдающиеся заслуги в деле развития Бурят-Монгольского театрального и музыкального искусства.
- Почётная грамота правительства Монголии (1943).
- Орден Трудового Красного Знамени (06.07.1948)[2].
- Народный артист РСФСР (25.12.1959).

## Оперные партии
- «Энхе-Булат-Батор» («Энхе — стальной богатырь») М. Фролова — Бумал-хан
- «Баир» П. Берлинского — Хан
- «Евгений Онегин» П. И. Чайковского — Гремин
- «Русалка» А. Даргомыжского — Мельник
- «Мазепа» П. И. Чайковского — Кочубей
- «Фауст» Шарля Гуно — Мефистофель
- «Молодая гвардия» Ю. Мейтуса — Валько
- «Борис Годунов» М. П. Мусоргского — Пимен
- «Алеко» С. Рахманинова — старый цыган
- «Царская невеста» Н. Римского-Корсакова — купец Собакин
- «Князь Игорь» А. П. Бородина — Князь Галицкий
- «Побратимы» Д. Аюшеева и Б. Майзеля — казак Иван Дубов
- «В бурю» Т. Хренникова — Фрол Баев
- «На Байкале» Л. Книппера — Хусэтэ
- «Демон»  А. Г. Рубинштейна — князь Гудал
- «Аида» Д. Верди — Рамфиса

## Память
- Улица в селе Курумкан (1975).
- В Улан-Удэ проходил конкурс вокалистов имени народного артиста РСФСР Бадмы Мелентьевича Балдакова (1994).